# Johann Gottlieb Immermann
Johann Gottlieb Immermann (* 30. Januar 1707 in Rodersdorf; † 16. Juni 1777 in Groß Santersleben) war ein deutscher evangelischer Geistlicher und Lehrer.

## Familie
Johann Gottlieb Immermann wurde als Sohn von Peter Immermann (* 19. April 1672 in Schneidlingen; † 30. September 1747 in Rodersdorf), Pastor in Heteborn und von 1703 bis 1705 Diakon in Weferlingen und dessen Ehefrau Sophie Magdalena (* 8. September 1681 in Wegenstedt; † 27. Mai 1750 in Rodersdorf), Tochter von Johann Walther (1648–1708), Pastor in Wegenstedt, geboren. Er hatte noch acht Geschwister:
- Friedejust Immermann (* 15. August 1705 in Rodersdorf; † unbekannt), Dr. med. und Arzt in Stendal, verheiratet mit Anna Dorothea Schultze;
- Samuel Lebrecht Immermann (* 12. November 1708 in Rodersdorf; † 10. Juni 1742 in Magdeburg), wurde Prokurator;
- Dorothea Elisabeth Immermann (* 28. März 1711 in Rodersdorf; † unbekannt);
- Ephraim Erdmann Immermann (* 22. September 1713 in Rodersdorf; † 12. Juli 1772 in Groß Salze), war Konrektor in Burg (bei Magdeburg), 1748 wurde er Rektor in Groß Salze, er war mehrmals verheiratet;
- Gottfried Ernst Immermann (* 6. Juni 1717 in Rodersdorf; † unbekannt);
- Christian Erdmann Immermann (* 4. Mai 1719 in Rodersdorf; † unbekannt) war von 1756 bis 1760 Ordinarius der Quarta in der Domschule Magdeburg und wurde anschließend Pastor in Rosian, verheiratet mit Augusta Dorothea Lohbeck;
- Justina Sophie Immermann (*  22. Januar 1723 in Rodersdorf; † unbekannt), hatte ein uneheliches Kind mit Carl Julius Wilda (1710–1779), Kriegs- und Domänenrat und Kammerjustiziar in Magdeburg;
- Nathanael Immermann (* 29. November 1727 in Rodersdorf; † unbekannt).

Johann Gottlieb Immermann war seit dem 24. Juni 1734 in Magdeburg in erster Ehe mit Sophie Christiane (* 16. September 1712 in Weferlingen; † nach 1747), Tochter von Johann Michael Wilda (1677–1726), Pastor in Weferlingen, und Schwester des Kriegs- und Domänenrats Carl Julius Wilda, verheiratet. Gemeinsam hatten sie sieben Kinder. In zweiter Ehe war er seit dem 25. Mai 1749 in Magdeburg mit Charlotte Esther Maria Wilda (* 23. Februar 1725; † 17. Januar 1760 in Groß Santersleben), eine Schwester seiner ersten Ehefrau, verheiratet, sie hatten drei gemeinsame Kinder. Seit dem 30. September 1760 in Groß Santersleben war er mit Rahel Elisabeth Bergmann (* unbekannt; † 2. September 1781), Witwe des Dietrich Lucius, Pfarrer in Welle, verheiratet. Sie hatten keine gemeinsamen Kinder.

## Leben
Johann Gottlieb Immermann besuchte das altstädtische Gymnasium in Magdeburg und wurde nach Beendigung seines Studiums zum Konrektor der Domschule Magdeburg ernannt und am 17. April 1733 durch den Domprediger Martin Kahle (1668–1742) und den Syndikus Heinrich Ernst Flörcke (1660–1741) in sein Amt eingeführt; mit ihm wurde gleichzeitig der neue Subkonrektor Johann Elias Wilhelmi (1704–1755) eingeführt.
Nachdem der Rektor Christian Müller (1666–1740) in den Ruhestand gegangen war, wurde der bisherige Konrektor Johann Gottlieb Immermann als Prorektor zu seinem Nachfolger gewählt. Als dieser 1740 verstarb, wurde Johann Gottlieb Immermann zum Rektor ernannt und blieb in diesem Amt, bis er das Pfarramt in Groß Santersleben erhielt. 1752 stellte er den französischen Sprachmeister Moyse Fleuretton für den Französisch-Unterricht ein, im gleichen Jahr zählte das Gymnasium fünf Klassen mit 211 Schülern und 1753 betrugen die Einnahmen der Schule 1274 Taler.
1753 wurde er als Nachfolger von Franz Rudolf Busch († 1752) Pfarrer in Groß Santersleben und übte dieses Amt bis zu seinem Tod 1777 aus.

## Schriften (Auswahl)
- Die Unruhe seines Gemühts über den traurigen doch seeligen Abschied Des Nicolai Ernesti von Platen, Königl. Preuß. Geheimten- und Regierungs-Raths im Hertzogthum Magdeburg, wie auch Dom-Herrn zu Magdeburg, Erbherrn auf Demmertin, Wolte seine Hochachtung an den Tag legen Joh. Gottl. Immermann: Trauergedicht auf [Nikolaus] Klaus Ernst von Platen, geheimer u. Regierungsrat im Herzogtum Magdeburg, Erbherr auf Dömmertin, † 14. Aug. 1733. Magdeburg: Faber, 1734.
- De latina voce, Rex, quaestiones grammaticae, vel philologicae, orationibus. Magdeburgum: Günther, 1738.
- Abhandlung von dem Nutzen der Gebirge: Als eine Einladungsschrift zu der angesetzten Redeübung verfasset. Magdeburg: Druckts Nicolaus Günther, 1739.
- De mentibus coelestibus, quas graeco nomine angelos vocamus, diss. Magdeburgum, 1741.
- Betrachtung von der nothwendigen Verbindung der Gedanken, Neigungen und Glückseligkeit der Menschen. Magdeburg, 1742.
- Dissertatio de lepra, morbo symbolico, actui oratorio ad diem 9. maii 1743 habendo praemissa. Magdeburgi: Literis N. Güntheri 1743
- Johann Gottlieb Immermann; Johann Nikolaus Günther: J. G. Immermanni, Prorect. Gymnasii Mauritiani Dissertatio De Lepra Morbo Symbolico, Actui Oratorio Ad Diem IX. Mai: MDCCXLIII. Habendo Præmissa. Magdeburgi Günther 1743.
- Vergleichung der Römischen Knechtschaft mit der Knechtschaft der Christen: als eine Einladungsschrift zu einer Redübung, Welche den 19. Martii 1744 des Nachmittags um 2 Uhr in dem Gymnasio des Hohen Stiffts angestellet wird. Magdeburg : Druck von N. Günther 1744.
- Ad actum oratorium a. d. 17. septembr. a. 1745 in auditorio gymnasii Mauritiani habendum invitat J.G. Immermann, praefatus quaedam de diaeta veterum. Magdeburgi: Literis C.L. Fabri 1745.
- Johann Gottlieb Immermanns kurze Abhandlung von den Sinnbildern des Friedens auf den Münzen: als eine Einladungsschrift zu Anhörung Zweyer Reden. Magdeburg: Druck von N. Günther 1746.
- Joh. Gottl. Immermanni, Programma de grammaticis latinis, quo actum oratorium die 12. maii in schola Mauritiana habendum indicit. Magdeburgi: Litteris C.L. Fabri, 1746.
- Exempla quaedam singularia opulentiae et luxuriae veterum, programma quo declamationes d. 16. nov. a. 1747 in schola Mauritiana audiendas indicit J.G. Immermann. Magdeburgi: Typis N. Güntheri 1747.
- Kurze Abhandlung von den Fahnen der Alten, entworfen von Johann Gottlieb Immermann. Magdeburg: Druck von Günther 1747.
- Johann Gottlieb Immermans, Muthmassungen von der Gelegenheit zu den ältesten Religionssecten der Welt, als eine Einladungsschrift zu einer Redübung die den 8. May 1749 soll gehalten werden. Magdeburg: Druck von N. Günther 1749.
- Joh. Gottlieb Immermanns, Rectoris der Domschule zu Magdeburg, kurze Abhandlung von den Gottesurtheilen, wodurch zugleich eine Redübung, die den 13. October 1750. Nachmittags um 2. Uhr soll gehalten werden, angezeiget wird. Magdeburg : Druck N. Günther 1750.